# 尾上菊五郎

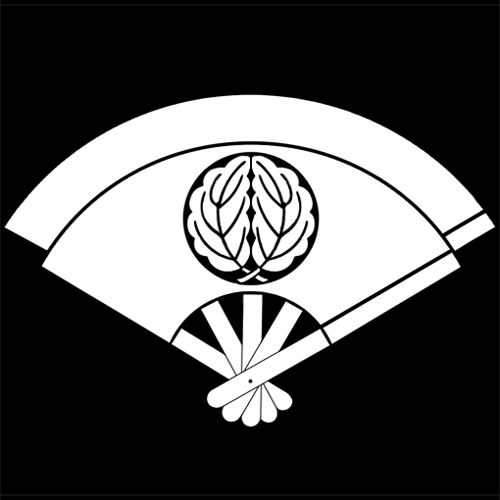
重ね扇に
抱き柏

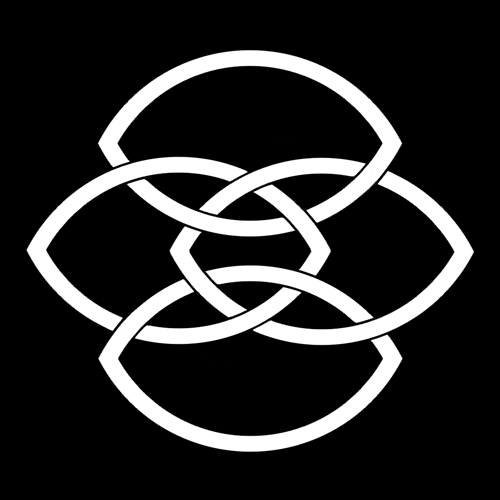
四ツ輪

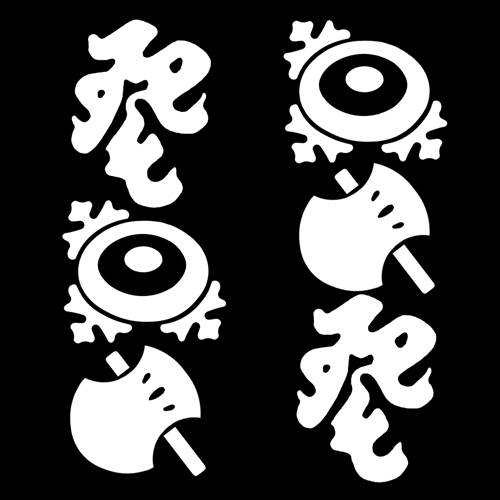
斧琴菊（よきこときく）

尾上 菊五郎（おのえ きくごろう）は、歌舞伎役者の名跡。屋号は音羽屋。定紋は重ね扇に抱き柏、替紋は四ツ輪。役者文様に斧琴菊（よきこときく）がある。
初代 尾上菊五郎
京・都萬太夫座の芝居茶屋の出方・音羽屋半平の子、1717–83。京では女形、のちに江戸に下って立役となる。
初代尾上菊五郎
二代目 尾上菊五郎
初代の後妻の連子、実父は二代目大谷廣次、1771–87。初代の死後2年目に二代目を襲名したが2年後に急死。
初代尾上丑之助 → 二代目尾上菊五郎
三代目 尾上菊五郎
初代の門弟・初代尾上松緑の養子、実父は小伝馬町の建具屋・辰蔵、1784–1849。作家や裏方と協力して創意工夫を重ね、江戸歌舞伎の型を整理。役柄が広く「兼ネル菊五郎」と謳われた名優。
尾上新三郎 → 初代尾上榮三郎 → 二代目尾上松助 → 三代目尾上梅幸 → 三代目尾上菊五郎 → 菊屋萬平（舞台引退後） → 初代大川橋蔵（舞台復帰後）
四代目 尾上菊五郎
三代目の長女の婿養子、1808–60。大坂出身の女形。
中村辰蔵 → 中村歌蝶 → 尾上菊枝 → 三代目尾上榮三郎 → 四代目尾上梅幸 → 四代目尾上菊五郎
五代目 尾上菊五郎
三代目の次女の子、1844–1903。父は十二代目市村羽左衛門。九代目市川團十郎・初代市川左團次とともに「團菊左時代」を築いた明治の名優。
二代目市村九郎右衛門（＝初代尾上九朗右衛門）→ 十三代目市村羽左衛門 → 四代目市村家橘 → 五代目尾上菊五郎
六代目 尾上菊五郎
五代目の子、1885–1949。初代中村吉右衛門とともに「菊吉時代」を築いた大正・昭和期の名優。歌舞伎界で単に「六代目」というとこの六代目菊五郎のことをさす。
二代目尾上丑之助 → 六代目尾上菊五郎
七代目 尾上菊五郎
六代目の養子・七代目尾上梅幸の長男、1942– 。当代。世話物を得意とし、「尾上菊五郎劇団」を率いて江戸歌舞伎を今に伝える。
五代目尾上丑之助 → 四代目尾上菊之助 → 七代目尾上菊五郎
八代目 尾上菊五郎
七代目の長男である五代目尾上菊之助が、2025年に襲名。襲名後も、七代目は変わらず「菊五郎」を名乗る。
六代目尾上丑之助 → 五代目尾上菊之助 → 八代目尾上菊五郎